# Tamías
Tamías (ταμίαι -tamias, ταμίας, en singular-) era la denominación de unos magistrados de la Antigua Grecia, particularmente en Atenas, cuya función era la administración de las finanzas públicas, al modo de tesoreros.
El término deriva de la raíz griega del verbo τέμνω (témno, "cortar") e indicaba originariamente al esclavo que cortaba la carne.
En Homero el tamías era un hombre libre, pero con funciones serviles.
En la Grecia clásica, en torno al siglo V a. C., el término designaba a los tesoreros de la polis, particularmente en Atenas.
En la Antigua Roma se utilizaba en los textos en griego para designar al magistrado romano que en latín se denominaba cuestor.

## Los tamías de Atenas
La información disponible se restringe fundamentalmente a la ciudad de Atenas: según Aristóteles en las épocas más antiguas había diez tamías que eran elegidos a suertes para un mandato anual, uno por cada phile (tribu), entre los pentacosiomedimnos (la primera clase censitaria establecida por Solón). Al frente del colegio de los tamías estaba un pritano.
Si bien el nombre del primer tamías no se recoge hasta el periodo 550-549 a. C., los tamías estaban previstos en la constitución soloniana, dos pentacosiomedimnos de cada tribu, número que se redujo a la mitad en la constitución de Clístenes.
El colegio de los tamías se ocupó, a partir de un decreto de Calias (hacia el 435 a. C.), de la gestión del tesoro de varios templos del Ática, encabezados por el del templo de Atenea, que desde la formación de la liga de Delos se había conservado inicialmente en Delos (entre el 478 y el 477 a. C.), y desde el 454 a. C. había sido transportado a Atenas y puesto bajo la administración de los hellenotamiai ("tesoreros de la diosa"). La intención de Calias era que su administración por el colegio de los tamías permitiera una gestión centralizada del tesoro, al juntar el "de la diosa", que hasta entonces administraban los helenotamías, con los "tesoros de los otros dioses", procedentes de los otros templos del Ática.
Todavía en el 385-384 a. C. el "tesoro de la diosa" fue reconstituido, y no vuelve a haber testimonios para todo el siglo IV a. C. El último texto que menciona a los tesoreros de la diosa es del 299-298 a. C., mientras que los tamías, "tesoreros de los otros dioses", no son citados más tarde del 356-355 a. C.
En torno al 350 a. C. Eubulo creó un colegio de dieciséis magistrados adscritos al teoricón, cuya vida fue breve: el hecho de que se hubiera constituido con los excedentes del presupuesto de la polis, sobre todo para subvencionar fiestas y espectáculos suscitó graves polémicas entre los partidarios de la política pacifista filomacedónica (como el propio Eubulo), que deseaban mantenerlo, y sus adversarios (Demóstenes), que pretendían que todos los esfuerzos debían concentrarse en la preparación bélica.
En el 339 a. C. el colegio de los tamías fue disuelto por Demóstenes, que hizo fluir el excedente de caja en el fondo de guerra administrado por un único tamías.